# Меринов, Алексей Викторович
Алексе́й Ви́кторович Ме́ринов (род. 25 марта 1959, Москва) — российский художник-карикатурист, самоучка.

## Биография
Служил в ВМФ. В молодости работал художником-оформителем в театре «Ромэн». С 1988 года работает в редакции газеты «Московский комсомолец». Проиллюстрировал более двух десятков книг, среди них: Уголовный и Налоговый кодексы РФ, сборник кулинарных рецептов, сборник изречений В. В. Путина. Выпустил свыше десятка альбомов со своими картинками.
Жена — Марина Меринова-Овсова, дочь — Дарья.

## Книги
- Меринов А. Арт-обстрел: Альбом карикатур. — М.: Московский комсомолец, [1993]. — [64] с. — ISBN нет.
- Меринов А. Углы: Альбом. — М.: Газета «Московский комсомолец», 1996. — [128] с. — ISBN нет.
- Уголовный кодекс Российской Федерации с иллюстрациями Алексея Меринова. — М.: Академкнига, 2003. — 271 с. — ISBN 5-94628-153-4.
- Налоговый кодекс с иллюстрациями Алексея Меринова. — М.: Академкнига, 2003. — 725 с. — ISBN 5-94628-152-6.
- Алексей Меринов. Питайтесь и улыбайтесь. Рецепты художника и кулинара. — М.: Три коня, 2004. — 512 с. — ISBN 5-94740-008-1.
- Иллюстрированный Уголовный кодекс Российской Федерации в рисунках Алексея Меринова. — М.: Манн, Иванов и Фербер, 2013. — 516 с. — ISBN 978-5-91657-659-7.
- Иллюстрированный Гражданский кодекс Российской Федерации в рисунках Алексея Меринова. — М.: Манн, Иванов и Фербер, 2013. — 654 с. — ISBN 978-5-91657-849-2.
- Иллюстрированный Трудовой кодекс Российской Федерации в рисунках Алексея Меринова. — М.: Манн, Иванов и Фербер, 2013. — 672 с. — ISBN 978-5-91657-978-9.
- «Иллюстрированная Конституция Российской Федерации», 2012.

## Награды
- Медаль «За трудовое отличие»
- Премия Правительства Российской Федерации в области средств массовой информации (23 декабря 2020 года) — за актуальность и достоверность информации на страницах газеты «Московский Комсомолец»[2]
- Лауреат премий журнала «Смена» и «Огонёк»,
- Лауреат международного фестиваля «Золотой Остап»,
- Лауреат международных конкурсов карикатур «Сатирикон»,
- Лауреат премии Союза журналистов России «Золотое перо России» (1998)[3],
- Премия Академии свободной прессы[4] (недоступная ссылка).

## Образ в художественной литературе
Послужил прототипом карикатуриста Лёши Овсова в романе «Журналюги» московского писателя Сергея Амана.